# Calophasia freyeri
Calophasia freyeri là một loài bướm đêm trong họ Noctuidae.